# الله في الأديان الإبراهيمية
اليهودية والمسيحية والإسلام والدين البهائي، إلى جانب السامرية واليزيدية والدروزية والرستفارية، كلها تعتبر أديانًا إبراهيمية لأنها تقبل التقليد القائل بأن الإله (المعروف باسم يهوه في العبرية والله في العربية) أظهر نفسه لإبراهيم. تشترك الأديان الإبراهيمية بالخصائص المميزة نفسها:
- كلها نشأت من الأديان السامية في منطقة الشرق الأوسط
- كل تراثاتها اللاهوتية متأثرة إلى حدٍّ ما بتصوير إله إسرائيل في الكتاب العبري
- كلها تُرجع أصولها إلى الأب المؤسس إبراهيم.[3][4]

فالإله الإبراهيمي بهذا المعنى هو مفهوم الإله الذي لم يزل خصيصة مشتركة بين كل الأديان الإبراهيمية. يعتبر الله في هذه الأديان واحدًا، أزليًّا، كامل القدرة والعلم، وخالق الكون. يشار إلى الله بالضمير المذكر فقط، ويوصف أيضًا بصفات القداسة والعدل وكمال الخير والحضور. يؤمن المؤمنون بالأديان الإبراهيمية أيضًا أن الله مجرَّد، أي إنه خارج الزمان والمكان ومن ثم فليس خاضعًا لأي شيء من خلقه، ولكنه في الوقت نفسه إله شخصي، منخرط في الحياة، يسمع الصلوات، ويرد على أفعال الخلائق.
تختلف الآراء بين دارسي الأديان في تصنيف المورمونية أهي منتمية إلى التراث المسيحي أم هي دين إبراهيمي مستقل. صنف بعض العلماء حركة الرستفارية المتنوعة التي يرجع أصلها إلى جامايكا حركةً اجتماعية دينية عالمية، ووصفها آخرون بأنها دين إبراهيمي مستقل أو حركة دينية جديدة.

## اليهودية
الله، علّة كل شيء، واحد. لا يعني هذا أنه واحد من متعدد، ولا يعني أنه واحد بالنوع (الذي يشمل عدة أفراد)، ولا يعني أنه واحد مؤلف من عدة عناصر، ولا يعني أنه واحد بسيط ينقسم إلى ما لا نهاية. بل الله هو واحد مختلفٌ عن كل واحد آخر.
 — ابن ميمون، مبادئ الإيمان الثلاثة عشر، المبدأ الثاني
اليهودية أقدم دين إبراهيمي، وهي قائمة على توحيد صارم حصري، وتعود أصولها إلى تقديس يهوه، وهو سلَف المفهوم الإبراهيمي عن الله. أشير إلى هذا في التوراة: «اسمعي إسرائيلُ، الله ربنا، الله واحد». (التثنية 6:4).

إن وصف الله بالثنوية أو التثليث هرطقة في اليهودية، ويعدّ من جنس الشرك. الله في اليهودية شبيه بالإنسان، وفريد، وخيّر، وأزلي، وهو خالق الكون، والمصدر الأول للأخلاق. لذا، فإن كلمة الله تشير إلى حقيقة وجودية حقيقية، لا مجرد إسقاط للنفس البشرية. يصف ابن ميمون الله هكذا:
إن أساس كل الأساسات، وعمود الحكمة، هو معرفة أن كائنًا أوّليًّا هو الذي أدخل كل شيء في الوجود. كل الكائنات في السماوات والأرض وما بينهما وُجدت بحقيقة وجوده.
تؤكد التفسيرات التقليدية لليهودية عمومًا على أن الله شخصي وقادر على التدخل في الكون، ولكن بعض التفسيرات الأخرى تؤكد على أن الله قوة غير شخصية وليست كيانًا يتدخل في الكون.

## المسيحية
نشأت المسيحية في الإقليم اليهودي من الإمبراطورية الرومانية في القرن الأول، من فرقة مسيحية يهودية أخروية في عالم يهودية الهيكل الثاني، وهي لذلك تشارك معظم معتقدات اليهودية عن الله، ومنها كمال قدرته وعلمه، وخلقه لكل شيء، وشخصيته، وملازمته وترفّعه ووحدته المطلقة، مع ابتداع أن يسوع الناصري يعدّ بطريقة أو بأخرى تحقيقًا للنبوءات القديمة عن المسيح اليهودي، وإكمالًا لشريعة أنبياء إسرائيل، وتجسّدًا لله في كائن إنساني.
معظم الطوائف المسيحية تعتقد أن يسوع هو ابن الله المتجسد، وهو الانحراف الأساسي عن بقية الأديان الإبراهيمية. اليهودية، والإسلام، والدين البهائي. مع أن الخلاص الفردي مضمَّن في اليهودية، فإن الخلاص الفردي بالرحمة والتأكيد على المعتقدات الأرثوذكسية اللاهوتية مركَّز عليه أكثر في المسيحية، في مفارقة واضحة عن التأكيد على اتباع الشريعة في الدين اليهودي، حيث يعتقد أن الإيمان بوسيط بين الله والبشر مخالف للوصايا النوحية، ومن ثم فليس توحيدًا.
عند مسيحيي الطوائف السائدة، تكرَّس العقائد الإلهية في عقيدة التثليث التوحيدي، التي تقول إن الأقانيم الثلاثة للثالوث مستقل ولكنها في الوقت نفسه جوهرواحد لا ينقسم، أي إن الآب هو الله، والروح القدس هو الله، والابن هو الله، ومع ذلك فالله واحد وهو جوهر لا ينقسم. تشكل معظم العقائد المسيحية السائدة في مجمع نيقية الذي صدرت عنه العقيدة النيقية. يؤكد الرأي الثالوثي أن لله إرادة، وأن الله الابن له طبيعتان، لاهوتية وناسوتية، ولكن هاتين الطبيعتين ليستا في صراع بل هما متحدتان في وحدة أقنومية.

### المورمونية
في نظام الاعتقاد الذي تقول به الكنائس الملتزمة بحركة قديسي اليوم الآخر ومعظم الطوائف المورمونية، ومنها كنيسة يسوع المسيح لقديسي اليوم الآخر، فإن كلمة الله تدل على إلوهيم (الله الآب)، أما الله فهو مجلس فيه ثلاثة آلهة مستقلة: إلوهيم (الأب الأزلي)، ويهوه (الله الابن، يسوع المسيح)، والروح القدس، في مفهوم غير ثالوثي للاهوت. الآب والابن لهما أجسام مادية كاملة، أما الروح القدس فهو روح ولكن ليس له جسم. يختلف هذا اختلافًا كبيرًا عن التثليث المسيحي السائد، ففي المورمونية، تعتبر الأقانيم الثلاثة كائنات مستقلة جسميًّا، ولكن متحدة بالإرادة والهدف. لذا، يختلف مفهوم الله عنه في المسيحية السائدة. هذا الوصف لله يمثل المذهب الرسمي لكنيسة قديسي اليوم الآخر، التي تأسست في مطالع القرن التاسع عشر.

### التوحيدية
تعتقد أقلية صغيرة من المسيحيين، الذين يسمون أنفسهم يونيتاريانيين (أو توحيديين) بمفاهيم غير تثليثية عن الله.

## الإسلام
في الإسلام، الله هو الكائن الأعلى، القدير العليم الخالق الحافظ المصور الحكيم في الكون. يركز الإسلام تركيزًا كبيرًا على توحيد الله. الله واحد أحد رحيم قدير. وحسب القرآن فإن لله 99 اسمًا (هي الأسماء الحسنى)، كلها تدل على وصف مستقل لله. تشير هذه الأسماء لله، وهو الاسم الإلهي العربي الأعظم والأشمل. أشهر هذه الأسماء التسعة والتسعين وأكثرها ذكرًا: الرحيم والرحمن.
يعد خلق الكون فعلًا صادرًا عن الرحمة لكي تسبّح كل الخلائق بحمد الله وتشهد على وحدته وربوبيته. يقول القرآن: «لا تدركه الأبصار وهو يدرك الأبصار وهو اللطيف الخبير» (القرآن 6:103).
الله في القرآن عظيمٌ وعالٍ، وهو في الوقت نفسه إله شخصي. يقول القرآن إنه أقرب للإنسان من حبل الوريد. وإنه يسمع المحتاجين أو المكروبين عندما يدعونه. وفوق كل هذا، هو الذي يهدي الإنسانية إلى الطريق الصحيح، «الصراط المستقيم».
يعتقد المسلمون أن الله هو الإله نفسه الذي يعبده أهل الأديان الإبراهيمية التي سبقت الإسلام، أي اليهودية والمسيحية (29:46). ولكن في الإسلام، لا يؤمن المسلمون بربوبية المسيح إلهًا ولا ابنًا للإله، بل يعتقدون أنه نبي من الله . يرى الإسلام أن الله ليس له ولد، وأنه خلق كل شيء، ومن هذه الأشياء الأنبياء ومنهم المسيح عيسى. يعتقد معظم المسلمين اليوم أن دين إبراهيم (الذي انقسم إلى اليهودية والمسيحية والإسلام) من أصل واحد، وهو الله القدير.

## الدين البهائي
تصف كتب الدين البهائي إلهًا واحدًا شخصيًّا لا يُبْلَغ، عليمًا حاضرًا لا يفنى، خلق كل الأشياء في الكون. إن وجود الله والكون في البهائي وجود أزلي، لا بدء له ولا نهاية.
ومع أن الله في البهائية مجرّد ولا يمكن بلوغه مباشرة، فإنه يعتبر ضمير الخلق، وله إرادة ومشيئة يبيّنها الرسل الذي يسميهم الدين البهائي تجلّيات الله (وهم كل النبيين اليهود، وزرادشت وكريشنا وغوتاما بوذا ويسوع ومحمد والباب وأخيرًا بهاء الله). هدف الخليقة هو أن يستطيع المخلوق معرفة الخالق وحبّه، بطرائق منها الصلاة والتأمل وخدمة بني الإنسان. يعبر الله عن إرادته ومشيئته للإنسانية من خلال وسطائه، وهم الأنبياء والرسل الذين أسسوا أديان العالم منذ بدء الوجود الإنساني إلى الزمن الحاضر، ولن يزالوا مستمرين في المستقبل.
تعكس تجليات الله (الرسل) الصفات الإلهية، وهم مخلوقات خلقهم الله بهدف الاستنارة الروحانية، في مرتبة مادية من الوجود. ترى البهائية أن كل الكائنات المادية تعكس على الأقل واحدة من هذه الصفات، وأن في مقدور الروح الإنسانية أن تعكسها جميعًا. يرفض المفهوم البهائي للإله كل معتقدات وحدة الوجود والتشخيص والتجسد.